# Spaniolepis agilis
Spaniolepis agilis är en skalbaggsart som beskrevs av Gilbert John Arrow 1943. Spaniolepis agilis ingår i släktet Spaniolepis och familjen Melolonthidae. Inga underarter finns listade i Catalogue of Life.